# Abdülhamit I
Abdül-Hamid I (verm. Istanboel, 20 maart 1725 — aldaar?, 7 april 1789) was van 1774 tot 1789 de 27e Sultan van het Osmaanse Rijk.
Hij volgde zijn broer Mustafa III op en zette diens politiek tegen Rusland voort. De Russisch-Turkse Oorlog (1787-1792) verliep noodlottig voor zijn legers. De inwendige ontbinding van het rijk met zijn vrijwel onafhankelijke stadhouders maakte onder deze sultan verdere voortgang. 
Abdül-Hamid I werd na zijn dood opgevolgd door zijn neef Selim III.